# Landesliga (Austria)
La Landesliga austríaca es la cuarta división de fútbol en Austria. Se divide en nueve conferencias, una para cada estado austríaco:
- Burgenland: Landesliga Burgenland
- Baja Austria: 1. Niederösterreichische Landesliga
- Viena: Wiener Stadtliga

Los campeones de cada conferencia son ascendidos a la Regionalliga Ost.
- Carintia y Tirol Oriental: Kärntner Liga
- Alta Austria: Oberösterreich-Liga
- Estiria: Landesliga Steiermark

Los campeones de cada conferencia son ascendidos a la Regionalliga Mitte.
- Salzburgo: Salzburger Liga
- Tirol (sin Tirol del este): Tiroler Liga
- Vorarlberg: Vorarlbergliga

Los campeones de cada conferencia son ascendidos a la Regionalliga West.